# СССР на III летней рабочей олимпиаде
СССР на III Летней Всемирной рабочей Олимпиаде, проходившей в Антверпене (Бельгия) с 25 июля по 1 августа 1937 года, был представлен более чем 100 спортсменами.

## История
Впервые на Всемирную рабочую Олимпиаду была направлена делегация из СССР, которую возглавили председатель Московского комитета по делам физкультуры И. Л. Ерастов, руководитель футбольной делегации Николай Старостин и А. Д. Новиков.
Сборная СССР на Рабочую Олимпиаду добиралась на поезде, отправившегося с Белорусского вокзала. Поезд проходил по железным дорогам Польши и Германии (в том числе через Берлин). Олимпиада стала первым выступлением советских спортсменов на крупных международных соревнованиях. Олимпиада была самым значительным событием в международных спортивных связях СССР. На обратном пути советские спортсмены по приглашению рабочих организаций Франции посетили Париж, где проходила очередная Всемирная выставка.

## Состав олимпийской команды
Возраст спортсменов не превышал тридцати лет. Среди атлетов: пловцы, штангисты, боксеры, гимнасты (в том числе девушки), футболисты. Делегация СССР насчитывала 53 спортсмена, в том числе 19 орденоносцев.
В их числе были будущий знаменосец советской сборной на Олимпиаде в Хельсинки штангист Яков Куценко, легкоатлеты Александр Дёмин, Мария Шаманова, братья Серафим и Георгий Знаменские.
От СССР в Олимпиаде принимала участие московская футбольная команда «Спартак», в составе которого были братья Старостины; команда была усилена Константином Малининым (ЦДКА), Петром Теренковым («Локомотив», Москва), Григорием Федотовым («Металлург», Москва), Всеволодом Шиловским («Динамо», Киев). К Всемирной рабочей Олимпиаде 1937 года в Антверпене в игроках будут значиться только три брата Старостина. 35-летний Николай к тому времени второй год как играть закончит, сосредоточившись на руководстве новым спортивным обществом. Старший из братьев наряду с остальными имеет в послужном списке статус победителя Всемирной рабочей Олимпиады 1937 года.

## Результаты соревнований

### Бокс
Леван Темурян без проблем прошел 1-й круг (отказ бельгийца Бастиана после 1-го раунда ввиду явного преимущества), во 2-м круге выиграл по очкам у датчанина Йекунсена. В полуфинальном и финальном поединках бой завершил досрочно нокаутом.
Евгений Огуренков без проблем прошел 1-й круг (отказ датчанина Эргессена после 1-го раунда ввиду явного преимущества), во 2-м круге выиграл по очкам у француза Ланглене. В 3-м круге по очкам выиграл у испанца Диаса, а в финале нокаутом у норвежца Гуликсена.
Виктор Михайлов нокаутировал в 1-м круге норвежца Йенсена в 3-м раунде. В финале норвежец Матисен отказался продолжать бой ввиду явного преимущества.
Николай Королев встретился с финским боксером Хелендером (нокаут на 23-й секунде). В финале боксировал с палестинцем Хильдерадестом, который не имел права выступать на любительском ринге, так как был боксером-профессионалом. Бой закончился на 2-й минуте победой Королёва нокаутом.

### Гимнастика
Мужская и женская команды СССР заняли первые места в командном первенстве и личных разрядах. В составе мужской команды чемпионами стали Николай Серый, Михаил Дмитриев, Михаил Касьяник, Александр Джорджадзе. В составе женской команды чемпионами стали Мария Тышко, Голубева, Зайцева, Волкова, Гордеева

### Лёгкая атлетика
Чемпионами Олимпиады стали Елена Карпович (бег с барьерами на 60 м; прыжки в высоту; прыжки в длину), Зоя Синицкая (троеборье; толкание ядра; метание диска), Мария Шаманова (бег на 100 м), Серафим Знаменский (бег на 5 000 метров), Сергей Ляхов (метание молота; метание мяча; метание диска), Роберт Люлько (бег на 200 м), Николай Озолин (прыжки с шестом).
Призёрами стали Галина Турова (бег с барьерами на 60 м, серебро; прыжки в длину, серебро; метание диска, серебро), Пётр Головкин (бег на 100 м, серебро; прыжки в длину, серебро), Александр Дёмин (десятиборье, серебро), Елена Карпович (троеборье, серебро), Сергей Ляхов (толкание ядра, серебро).
Таким образом, чемпионами и призёрами от СССР стали все участники, кроме Георгия Знаменского, занявшего только 4-е место в беге на 1 500 метров.

### Плавание
29 июля 1937 года пловец Семён Бойченко в заплыве на 100 м баттерфляем опередил ближайшего соперника на 28 секунд. Затем москвич выступил на побитие официального мирового рекорда, принадлежавшего американцу Хиггинсу, и превысил его сразу на 2,1 секунды! Французская пресса назвала Бойченко феноменальным пловцом.

### Тяжелая атлетика
Советские штангисты заняли первые места во всех категориях. В их числе — Моисей Касьяник (категория 60 кг), Георгий Попов (категория 67,5 кг), Николай Шатов (категория 75 кг), Александр Божко (категория 82,5 кг), Моисей Касьяник, Владимир Крылов, Константин Назаров, Яков Куценко.

### Футбол
От СССР в Рабочей Олимпиаде принимала участие сборная, состоящая из игроков московской команды «Спартак», а также несколько игроков из других советских команд. О поездке в Антверпен было объявлено после победного матча «Спартака» с басками — единственного выигрыша у испанцев в том турне. Прямо в раздевалке футболистам объявили, что «Спартак» в том же составе (команда была усилена Константином Малининым (ЦДКА), Петром Теренковым («Локомотив», Москва), 21-летним Григорием Федотовым («Металлург», Москва), Всеволодом Шиловским («Динамо», Киев)) поедет на всемирную рабочую Олимпиаду. На следующий же день игроки первым делом отправились фотографироваться для выездных документов.
Чемпионское звание в Антверпене далось в трудной борьбе. Особенно полуфинальный матч со сборной Каталонии, в котором спартаковцев выручил фантастический рейд через все поле Федотова.
Перед решающим матчем футбольной команды из-за травм не набиралось полного состава игроков. В итоге, в качестве игрока на поле вышли руководитель футбольной делегации Николай Старостин и гимнаст Михаил Дмитриев. Советские футболисты выиграли матч у сборной Норвегии 2:0 и стали победителями турнира.
Состав команды СССР:
- Анатолий Акимов
- Сергей Артемьев
- Георгий Глазков
- Михаил Дмитриев (привлечен на один матч, гимнаст)
- Константин Малинин (ЦДКА)
- Иван Рыжов
- Андрей Старостин
- Николай Старостин
- Пётр Старостин
- Владимир Степанов
- Виктор Соколов
- Виктор Семенов
- Пётр Теренков («Локомотив», Москва)
- Григорий Федотов («Металлург», Москва)
- Виктор Шиловский («Динамо», Киев)